# Länsgölen
Länsgölen är en sjö i Vaggeryds kommun i Småland och ingår i Lagans huvudavrinningsområde. Sjöns area är 0,028 kvadratkilometer och den befinner sig 256 meter över havet.